# 2004 год в спорте
Список 2004 год в спорте перечисляет спортивные события, произошедшие в 2004 году.

## Россия
- Командный чемпионат России по спидвею 2004;
- Первенство России по хоккею с мячом среди команд первой лиги 2003/2004;
- Чемпионат России по конькобежному спорту в классическом многоборье 2004;
- Чемпионат России по лёгкой атлетике 2004;
- Чемпионат России по фигурному катанию на коньках 2004;
- Чемпионат России по хоккею с мячом 2003/2004;
- Чемпионат России по шахматам 2004;
- Создан гандбольный клуб «Звезда»;

### Баскетбол
- Кубок России по баскетболу 2003/2004;
- Кубок России по баскетболу 2004/2005;
- Кубок России по баскетболу среди женщин 2003/2004;
- Кубок России по баскетболу среди женщин 2004/2005;
- Чемпионат России по баскетболу 2003/2004;
- Чемпионат России по баскетболу 2004/2005;
- Чемпионат России по баскетболу среди женщин 2003/2004;
- Чемпионат России по баскетболу среди женщин 2004/2005;
- Созданы клубы:
  - «Иркут»;
  - «Тула-ЩёкиноАзот»;

### Волейбол
- Кубок России по волейболу среди женщин 2004;
- Кубок России по волейболу среди мужчин 2004;
- Чемпионат России по волейболу среди женщин 2003/2004;
- Чемпионат России по волейболу среди женщин 2004/2005;
- Чемпионат России по волейболу среди мужчин 2003/2004;
- Чемпионат России по волейболу среди мужчин 2004/2005;

### Футбол
- Первая лига ПФЛ 2004;
- Вторая лига ПФЛ 2004;
- Третья лига ПФЛ 2004;
- Кубок России по футболу 2003/2004;
- Кубок России по футболу 2004/2005;
- Чемпионат России по футболу 2004;
- Чемпионат России по футболу 2004 — золотой матч;
- Клубы в сезоне 2004 года:
  - ФК «Амкар» в сезоне 2004;
  - ФК «Анжи» в сезоне 2004;
  - ФК «Крылья Советов» Самара в сезоне 2004;
  - ФК «Спартак» Москва в сезоне 2004;
  - ФК «Ротор» в сезоне 2004;
  - ФК «Торпедо» Москва в сезоне 2004;
- Созданы клубы:
  - «Благовещенск»;
  - «Днепр» (Смоленск);
  - «Сахалин»;
  - «Сочи-04»;
  - «Спартак-МЖК»;
- Создан женский клуб «Нефтехимик»;
- Расформированы клубы:
  - «Ангара» (Ангарск);
  - «Славянск»;
  - «Спартак-Телеком»;
  - «Торпедо» (Таганрог);
- Расформирован женский клуб ЦСК ВВС;

### Хоккей с мячом
- Первенство России по хоккею с мячом среди команд первой лиги 2003/2004;
- Первенство России по хоккею с мячом среди команд первой лиги 2004/2005;
- Чемпионат России по хоккею с мячом 2003/2004;
- Чемпионат России по хоккею с мячом 2004/2005;

### Хоккей с шайбой
- Чемпионат России по хоккею с шайбой 2003/2004;
- Чемпионат России по хоккею с шайбой 2004/2005;
- Чемпионат России по хоккею с шайбой среди женщин 2003/2004;
- Чемпионат России по хоккею с шайбой среди женщин 2004/2005;
- Созданы клубы:
  - «Голден Амур»;
  - «Иртыш»;
  - «Ростов»;
  - «Челны»;
- Созданы клубы:
  - «СК Анка»;
  - «Хай1»;

### Шашки
- 37 Чемпионат России по заочной игре в русские шашки среди мужчин;

#### Международные шашки
- V клубный чемпионат России по международным шашкам;
- Лично-командный чемпионат России по международным шашкам среди женщин 2004;
- Чемпионат России по международным шашкам среди женщин 2004 (классическая программа);
- Чемпионат России по международным шашкам среди женщин 2004 (молниеносная программа);

## Международные события
- Расформирован бейсбольный клуб «Монреаль Экспос»;

### Летние Олимпийские игры 2004
- Академическая гребля на летних Олимпийских играх 2004;
  - Одиночки (мужчины);
  - Четвёрки парные (мужчины);
- Бадминтон;
  - Мужской одиночный разряд;
- Баскетбол;
  - Женщины;
  - Мужчины;
- Бейсбол;
- Бокс;
- Борьба;
- Велоспорт;
  - Групповая шоссейная гонка (мужчины);
- Водное поло;
- Волейбол;
  - Квалификация;
  - Составы, женщины;
  - Составы, мужчины;
- Гандбол;
  - Женщины;
  - Мужчины;
- Гимнастика;
  - Спортивная гимнастика;
  - Художественная гимнастика;
- Гребля на байдарках и каноэ;
- Дзюдо;
  - До 48 кг (женщины);
  - До 60 кг (мужчины);
- Конный спорт;
- Лёгкая атлетика;
  - Бег на 10 000 метров (мужчины);
  - Бег на 100 метров (мужчины);
  - Бег на 200 метров (мужчины);
  - Бег на 3000 метров с препятствиями;
  - Бег на 400 метров (мужчины);
  - Бег на 5000 метров (мужчины);
  - Марафон (мужчины);
  - Метание диска (женщины);
  - Метание копья (мужчины);
  - Метание молота (мужчины);
  - Прыжки с шестом (женщины);
  - Ходьба на 20 километров (мужчины);
  - Ходьба на 50 километров (мужчины);
- Настольный теннис;
- Парусный спорт;
- Плавание;
  - 100 метров баттерфляем (женщины);
  - 100 метров баттерфляем (мужчины);
  - 100 метров брассом (женщины);
  - 100 метров брассом (мужчины);
  - 100 метров вольным стилем (женщины);
  - 100 метров вольным стилем (мужчины);
  - 100 метров на спине (женщины);
  - 100 метров на спине (мужчины);
  - 1500 метров вольным стилем (мужчины);
  - 200 метров баттерфляем (женщины);
  - 200 метров баттерфляем (мужчины);
  - 200 метров брассом (женщины);
  - 200 метров брассом (мужчины);
  - 200 метров вольным стилем (женщины);
  - 200 метров вольным стилем (мужчины);
  - 200 метров комплексным плаванием (женщины);
  - 200 метров комплексным плаванием (мужчины);
  - 200 метров на спине (женщины);
  - 200 метров на спине (мужчины);
  - 400 метров вольным стилем (женщины);
  - 400 метров вольным стилем (мужчины);
  - 400 метров комплексным плаванием (женщины);
  - 400 метров комплексным плаванием (мужчины);
  - 50 метров вольным стилем (женщины);
  - 50 метров вольным стилем (мужчины);
  - 800 метров вольным стилем (женщины);
  - Эстафета 4×100 метров вольным стилем (женщины);
  - Эстафета 4×100 метров вольным стилем (мужчины);
  - Эстафета 4×100 метров комбинированная (женщины);
  - Эстафета 4×100 метров комбинированная (мужчины);
  - Эстафета 4×200 метров вольным стилем (женщины);
  - Эстафета 4×200 метров вольным стилем (мужчины);
- Прыжки в воду;
  - Синхронная вышка, 10 метров (мужчины);
  - Синхронный трамплин, 3 метра (женщины);
- Синхронное плавание;
- Современное пятиборье;
- Софтбол;
- Стрельба;
  - Пневматическая винтовка, 10 метров (женщины);
  - Пневматическая винтовка, движущаяся мишень, 10 метров (мужчины);
  - Пневматический пистолет, 10 метров (мужчины);
- Стрельба из лука;
  - Командное первенство (мужчины);
  - Личное первенство (женщины);
  - Личное первенство (мужчины);
- Теннис;
- Триатлон;
- Тхэквондо;
- Тяжёлая атлетика;
- Фехтование;
  - Сабля (мужчины);
  - Шпага (мужчины);
- Футбол;
  - Женщины;
  - Мужчины;
  - Составы, мужчины;
- Хоккей на траве;
  - Женщины;
  - Мужчины;
- Итоги летних Олимпийских игр 2004 года;
- Эстафета олимпийского огня летних Олимпийских игр 2004;
- Олимпийский крытый зал (Афины);
- Церемония открытия летних Олимпийских игр 2004;

### Летние Паралимпийские игры 2004
- Футбол (по 5 человек) на летних Паралимпийских играх 2004;

### Чемпионаты Европы
- Чемпионат Европы по гандболу среди мужчин 2004;
- Чемпионат Европы по конькобежному спорту 2004;
- Чемпионат Европы по тяжёлой атлетике 2004;
- Чемпионат Европы по художественной гимнастике 2004;
- Чемпионат Европы по фигурному катанию 2004;

### Чемпионаты мира
- Чемпионат мира по академической гребле 2004;
- Чемпионат мира по конькобежному спорту в классическом многоборье 2004;
- Чемпионат мира по лёгкой атлетике в помещении 2004;
- Чемпионат мира по пляжному гандболу 2004;
- Чемпионат мира по пляжному футболу 2004;
- Чемпионат мира по фигурному катанию 2004;
- Чемпионат мира по фигурному катанию среди юниоров 2004;
- Чемпионат мира по хоккею с мячом 2004;
- Чемпионат мира по хоккею с мячом среди женщин 2004;
- Чемпионат мира среди студентов по боксу 2004;

### Баскетбол
- Балтийская баскетбольная лига 2004/2005;
- ВНБА в сезоне 2004;
- Драка во время игры «Детройт Пистонс» — «Индиана Пэйсерс»;
- Драфт НБА 2004 года;
- Драфт расширения НБА 2004 года;
- Евролига 2003/2004;
- Евролига 2004/2005;
- Кубок вызова ФИБА 2003/2004;
- Кубок вызова ФИБА 2004/2005;
- Кубок Европы УЛЕБ 2003/2004;
- Кубок Европы УЛЕБ 2004/2005;
- Матч всех звёзд НБА 2004 года;
- НБА в сезоне 2003/2004;
- НБА в сезоне 2004/2005;
- Суперлига Б 2003/2004;
- Суперлига Б 2004/2005;
- ФИБА Даймонд Болл (женщины) 2004;
- Чемпионат Испании по баскетболу 2003/2004;
- Чемпионат Испании по баскетболу 2004/2005;
- Чемпионат Европы по баскетболу среди ветеранов 2004;
- Созданы клубы:
  - «Виталюр-РГУОР»;
  - «Шаньси Чжунъюй»;

### Биатлон
- Кубок мира по биатлону 2003/2004;
- Кубок мира по биатлону 2004/2005;
- Общий зачёт Кубка мира по биатлону 2003/2004;
- Общий зачёт Кубка мира по биатлону 2004/2005;
- Чемпионат мира по биатлону 2004;
- Чемпионат мира по биатлону среди юниоров 2004;

### Велосипедный спорт
- Чемпионат мира по маунтинбайк-марафону 2004;

### Волейбол
- Женская Лига чемпионов ЕКВ 2003/2004;
- Женская Лига чемпионов ЕКВ 2004/2005;
- Мировая лига 2004;
- Мировой Гран-при по волейболу 2004;
- Мировой Гран-при по волейболу 2005 (квалификация);
- Мужская волейбольная Евролига 2004;
- Панамериканский Кубок по волейболу среди женщин 2004;
- Чемпионат Европы по волейболу среди женщин 2005 (квалификация);
- Чемпионат Европы по волейболу среди мужчин 2005 (квалификация);
- Чемпионат малых стран Европы по волейболу среди женщин 2004;
- Чемпионат малых стран Европы по волейболу среди мужчин 2004;
- Чемпионат Украины по волейболу среди женщин 2003/2004;
- Чемпионат Украины по волейболу среди женщин 2004/2005;
- Чемпионат Украины по волейболу среди мужчин 2003/2004;
- Чемпионат Украины по волейболу среди мужчин 2004/2005;

### Снукер
- British Open 2004;
- European Open 2004;
- Irish Masters 2004;
- Players Championship 2004;
- Гран-при 2004;
- Мастерс 2004;
- Открытый чемпионат Уэльса по снукеру 2004;
- Официальный рейтинг снукеристов на сезон 2003/2004;
- Официальный рейтинг снукеристов на сезон 2004/2005;
- Премьер-лига 2004 (снукер);
- Снукерный сезон 2003/2004;
- Снукерный сезон 2004/2005;
- Чемпионат Великобритании по снукеру 2004;
- Чемпионат Европы по снукеру 2004;
- Чемпионат мира по снукеру 2004;

### Теннис
- ASB Classic 2004;
- Bell Challenge 2004;
- Forest Hills Tennis Classic 2004;
- Generali Ladies Linz 2004;
- Uncle Tobys Hardcourts 2004;
- Итоговый чемпионат WTA 2004;
  - Итоговый чемпионат WTA 2004 — одиночный турнир;
  - Итоговый чемпионат WTA 2004 — парный турнир;
- Кубок Дэвиса 2004;
  - Кубок Дэвиса 2004. Мировая группа;
  - Кубок Дэвиса 2004. Мировая группа. Квалификационный раунд;
  - Кубок Дэвиса 2004. Зона Азия/Океания;
  - Кубок Дэвиса 2004. Зона Америка;
  - Кубок Дэвиса 2004. Зона Европа/Африка;
  - Финал Кубка Дэвиса 2004;
- Кубок Кремля 2004;
  - Кубок Кремля 2004 в женском одиночном разряде;
  - Кубок Кремля 2004 в женском парном разряде;
  - Кубок Кремля 2004 в мужском одиночном разряде;
  - Кубок Кремля 2004 в мужском парном разряде;
- Открытый чемпионат Германии по теннису среди женщин 2004;
  - Открытый чемпионат Германии по теннису среди женщин 2004 в одиночном разряде;
  - Открытый чемпионат Германии по теннису среди женщин 2004 в парном разряде;
- Открытый чемпионат Хайдарабада по теннису 2004;
- Уимблдонский турнир 2004;
  - Уимблдонский турнир 2004 в женском одиночном разряде;

### Фигурное катание
- Cup of Russia 2004;
- NHK Trophy 2004;
- Skate Canada International 2004;
- Новая судейская система (фигурное катание);
- Чемпионат Европы по фигурному катанию 2004;
- Чемпионат мира по фигурному катанию 2004;
- Чемпионат мира по фигурному катанию среди юниоров 2004;
- Чемпионат Украины по фигурному катанию на коньках 2004;
- Чемпионат Украины по фигурному катанию на коньках 2005;
- Чемпионат Японии по фигурному катанию 2004;
- Чемпионат Японии по фигурному катанию 2005;
- Финал Гран-при по фигурному катанию 2004/2005;

### Футбол
- Матчи сборной России по футболу 2004;
- Кубок Либертадорес 2004;
- Кубок Наследного принца Катара 2004;
- Кубок УЕФА 2003/2004;
- Кубок УЕФА 2004/2005;
- Финал Кубка УЕФА 2004;
- Клубы в сезоне 2004 года:
  - ФК БАТЭ в сезоне 2004;
  - ФК «Женис» в сезоне 2004;
- Созданы клубы:
  - «Аво»;
  - «Алмалык»;
  - «Альбирекс Ниигата Сингапур»;
  - «Атлетико» (Рим);
  - «Берд»;
  - «Бердзор»;
  - «Блазма»;
  - «Ботафого» (Федеральный округ);
  - «Брухас»;
  - «Вальедупар»;
  - «Гагра» (Тбилиси);
  - «Глория» (Одесса);
  - «Городея»;
  - «Далкурд»;
  - «Даугава-2»;
  - Джраберд;
  - «Дизак»;
  - «Еклано»;
  - «Елгава»;
  - «Елгава-2»;
  - «Ереван Юнайтед»;
  - «Жетысу-Сункар»;
  - «Зестафони»;
  - «Карван»;
  - «Кирс»;
  - «Кристалл» (Александрия);
  - «Ла-Муэла»;
  - «Луверденсе»;
  - «Мельбурн Виктори»;
  - «Милтон-Кинс Донс»;
  - «Миль-Мугань»;
  - «Окленд Сити»;
  - «Пекин Баси»;
  - «Пешмарга» (Эрбиль);
  - «Полоцк»;
  - «Прикарпатье» (Ивано-Франковск);
  - «Реал Солт-Лейк»;
  - «Севастополь-2»;
  - «Сентрал Кост Маринерс»;
  - «Сидней»;
  - «Скала» (Стрый);
  - «Софапака»;
  - «Старт» (Черноморск);
  - «Телфорд Юнайтед»;
  - «Уайтакере Юнайтед»;
  - «Универсидад Сан-Мартин»;
  - «Фудзиэда МИФК»;
  - «Хазар-Ленкорань»;
  - «Хамм Бенфика»;
  - «Хачен»;
  - «Ходак»;
  - «Чивас США»;
- Расформированы клубы:
  - «Водник» (Николаев);
  - «Ганьсу Тяньма»;
  - «Йокерит»;
  - РАФ;
  - РУОР;
  - «Шмартно-об-Паки»;

#### Чемпионат Европы по футболу 2004
- Adidas Roteiro;
- Чемпионат Европы по футболу 2004 (отборочный турнир);
- Сборная России по футболу на чемпионате Европы 2004 года;
- Чемпионат Европы по футболу 2004 (составы);
- Финал чемпионата Европы по футболу 2004;
- Футбольный матч Уэльс — Россия (2003);
- Чемпионат Европы по футболу 2004 (стыковые матчи);

#### Женский футбол
- Матчи женской сборной России по футболу 2004;
- Матчи молодёжной женской сборной России по футболу 2004;
- Чемпионат Украины по футболу среди женщин 2004;

#### Мини-футбол
Созданы клубы:
- «Араз»;
- «Беретьоуйфолу»;
- «Рома Футзал»;
- «Торнадо»;

### Хоккей с шайбой
- Драфт НХЛ 2004;
- Исландская хоккейная лига 2003/2004;
- Исландская хоккейная лига 2004/2005;
- Кубок Шпенглера 2004;
- Матч всех звёзд НХЛ 2004;
- НХЛ в сезоне 2003/2004;
- НХЛ в сезоне 2004/2005;
- Финал Кубка Стэнли 2004;
- Хоккейный Евротур 2004/2005;
- Чемпионат мира по хоккею с шайбой 2004;
- Чемпионат мира по хоккею с шайбой 2004 (женщины);
- Чемпионат мира по хоккею с шайбой среди молодёжных команд 2004;

### Шахматы
- Женская шахматная олимпиада 2004;
- Матч за звание чемпиона мира по классическим шахматам 2004;
- Чемпионат Израиля по шахматам 2004;
- Шахматная олимпиада 2004;

### Шашки
- Чемпионат мира по бразильским шашкам среди мужчин 2004;
- Матч за звание чемпиона мира по шашкам-64 (2004);

### Международные шашки
- Матч за звание чемпиона мира по международным шашкам среди женщин 2004;
- Чемпионат Нидерландов по международным шашкам среди мужчин 2004;

## Моторные виды спорта
- V8Star в сезоне 2004;
- Евросерия Формулы-3 2004;
- Мировая серия Ниссан 2004;
- Ралли Дакар 2004;
- Ралли Лондон — Сидней;
- Формула-1 в сезоне 2004;
  - Гран-при Австралии 2004 года;
  - Гран-при Австрии 2004 года;
  - Гран-при Бахрейна 2004 года;
  - Гран-при Бельгии 2004 года;
  - Гран-при Бразилии 2004 года;
  - Гран-при Великобритании 2004 года;
  - Гран-при Венгрии 2004 года;
  - Гран-при Германии 2004 года;
  - Гран-при Европы 2004 года;
  - Гран-при Испании 2004 года;
  - Гран-при Италии 2004 года;
  - Гран-при Канады 2004 года;
  - Гран-при Китая 2004 года;
  - Гран-при Малайзии 2004 года;
  - Гран-при Монако 2004 года;
  - Гран-при Сан-Марино 2004 года;
  - Гран-при США 2004 года;
  - Гран-при Франции 2004 года;
  - Гран-при Японии 2004 года;